# Silicon Labs
Silicon Laboratories, Inc. ist ein weltweit agierendes US-amerikanisches Halbleiterunternehmen ohne eigene Fertigung (fabless), mit Sitz in Austin, Texas, USA. Das Unternehmen liefert Komplettlösungen für Chips, Software und Tools in den Bereichen Internet der Dinge, Internet-Infrastruktur, industrielle Automatisierung, Unterhaltungselektronik und Automobil. Das Produktspektrum im Bereich Hardware reicht von Mikrocontrollern, Timing Bausteinen, Low-Power-Sensoren bis hin zu Funkbausteinen. In den Bereichen Software bietet Silicon Labs Software Stacks, Firmware und Bibliotheken. Zur Entwicklung stehen Entwicklungsplattformen zur Verfügung, hervorzuheben ist dabei das Simplicity Studio.
Silicon Labs hat bisher mehr als 7 Milliarden Chips ausgeliefert und hält mehr als 1600 Patente. Weltweit verfügt Silicon Labs über etwa 1400 Mitarbeiter mit diversen Entwicklungs- und Vertriebsstandorten in den USA, Europa und Asien.
Silicon Labs Kundenbeispiele: Samsung, Huawei, LG Group, Cisco Systems Alcatel, Harman und Technicolor.

## Geschichte
Silicon Labs wurde im Jahr 1996 von drei ehemaligen Mitarbeitern von Crystal Semiconductor – Nav Sooch, Dave Welland und Jeff Scott – gegründet. Vier Jahre später ging das Unternehmen an die Börse. 2001 brachte Silicon Labs Taktgeneratoren für Hochgeschwindigkeits-Kommunikationssysteme auf den Markt. Mit der Übernahme von Cygnal Integrated Products, einem Hersteller von analog-intensiven 8-Bit-Mikrocontrollern (MCUs) aus Austin, und dem Eintritt in den Mixed-Signal-MCU-Markt erweiterte Silicon Labs 2003 seine Geschäftsfelder.
Ein Jahr darauf präsentierte das Unternehmen eine Kristalloszillatorfamilie mit DSPLL-Technologie, um komplexe Fertigungsschritte zu vermeiden. Im Jahr 2005 stärkte Silicon Labs sein Portfolio mit der Übernahme von Silicon Magike, einem Entwickler von Mixed-Signal-ICs inklusive Power over Ethernet (PoE), und führte gleichzeitig einen platzsparenden Singlechip-FM-Empfänger mit hoher Empfangsleistung ein. Durch die Akquisition von Silembia, einem französischen Unternehmen für digitale Demodulation und Channel-Decoding, baute Silicon Labs 2006 seine Kompetenzen weiter aus.
Nach dem Verkauf seines Mobilfunkkommunikationsgeschäfts an NXP Semiconductors im Jahr 2007 übernahm Silicon Labs 2008 das im Silicon Valley ansässige Unternehmen Integration Associates. Ein Jahr darauf wurde ein Singlechip-Hybrid-TV-Tuner eingeführt.
Zu den weiteren Akquisitionen zählen 2010 Silicon Clocks, ein Anbieter von Timing-Lösungen aus Kalifornien, sowie ChipSensors aus Irland, spezialisiert auf Sensorlösungen. Im darauffolgenden Jahr wurde der Takt-IC-Hersteller SpectraLinear übernommen.
Mit der Einführung der Precision32-MCU-Linie trat Silicon Labs 2012 in den Markt für ARM-basierte 32-Bit-MCUs ein. Zudem wurde die Ember Corporation übernommen, ein Spezialist für ZigBee-System-on-Chips (SoCs) und zugehörige Softwarelösungen.
Ein weiterer Meilenstein folgte 2013 mit der Akquisition von Energy Micro aus Oslo, dem Anbieter der energieeffizienten EFM32-Gecko-MCUs. Das Jahr 2014 stand im Zeichen der Übernahme von Touchstone Semiconductor, dessen Portfolio Low-Power- und High-Performance-Analog-ICs umfasste.
Im Jahr 2015 verstärkte sich das Unternehmen durch den Kauf von Bluegiga, einem finnischen Anbieter energieeffizienter Bluetooth-Lösungen, sowie durch die Übernahme von Telegesis, einem führenden Anbieter von ZigBee-Modulen.
In den darauffolgenden Jahren erweiterte Silicon Labs seine Softwarekompetenz: 2016 durch den Erwerb des RTOS-Anbieters Micrium und 2017 durch die Übernahme von Zentri, einem Spezialisten für Wi-Fi-Software. Im Jahr 2021 trennte sich das Unternehmen von seinen Produktlinien für Broadcast, Timing und Isolation, die an Skyworks Solutions verkauft wurden.

## Unternehmensleitung
- CEO: Matt Johnson
- CFO: Dean Butler
- CTO: Daniel Cooley
- CPO: Serena Townsend

## Produkte

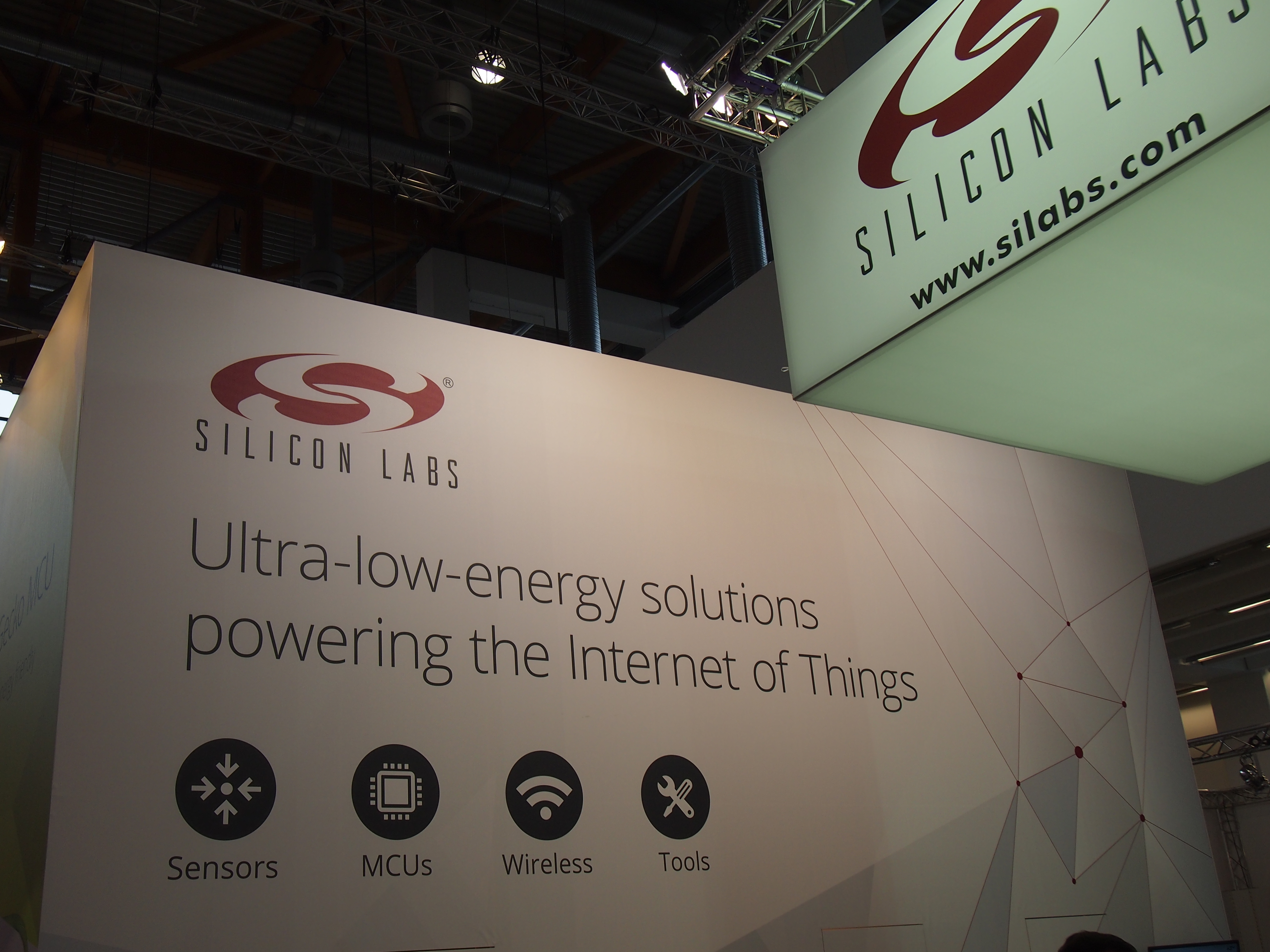
Silicon Labs-Stand auf der Embedded World 2014

Silicon Labs bietet Halbleiterlösungen und Software für den Einsatz in elektronischen Produkten an. Dazu gehören tragbare Geräte, AM/FM-Radios, Unterhaltungselektronik, Netzwerkgeräte, Messtechnik, Industrieelektronik und Heimautomatisierung. Die Produkte von Silicon Labs zeichnen sich durch die Integration von komplexen Mixed-Signal-Funktionen aus, die in konkurrierenden Produkten häufig von zahlreichen separaten Bauelementen durchgeführt werden.
Das Portfolio von Silicon Labs umfasst:

### Internet der Dinge
8-Bit- und 32-Bit-Mikrocontroller, ZigBee-SoCs und Sub-GHz-Sender, (-Empfänger und -Transceiver), Umweltsensoren (Sensoren für relative Feuchte und Temperatursensoren) sowie Human-Interface-Lösungen (kapazitive Touch-Controller und Nähe-/Umgebungslicht-Sensoren)

### Rundfunk
Einzelchip-AM/FM-Empfaenger für Endverbraucherradios, Infotainment in Fahrzeugen und professionelle Audio-Anwendungen sowie TV-Tuner und Demodulatoren für Flachbild-TVs und Set-Top-Boxen

### Infrastruktur
Analoge Modems für Set-Top-Boxen, POS-Terminals und Multifunktionsdrucker, Line_card SLICs, VoIP-Gateways und PoE-Geräte für Netzwerkgeräte
| Produktfamilie                        | Beschreibung |
| ------------------------------------- | --- |
| MCUs                                  | Mikrocontroller beinhalten 8-Bit- und 32-Bit-Wireless-MCUs basierend auf den Cortex-M0+/M3/M4-Cores der Arm-Architektur. Diese Produktfamilie umfasst auch Peripheriegeräte wie EZRadio-Transceiver. |
| Wireless                              | ISM-Band-Empfänger-ICs, Wireless-MCUs, FM- und Multi-Band-Funk-ICs, Ember ZigBee und Thread 802.15.4 Wireless-Netzwerklösungen sowie Wireless-M-Bus.                                                 |
| Sensoren                              | Sensorenprodukte umfassen optische, Näherungs-, Tageslicht-, relative Feuchtigkeits-/Temperatursensoren sowie Sensoren für Pulsmessung und Blutsauerstoff.                                           |
| Isolation und Energieversorgung       | Produkte wie Multi-Channel-Isolatoren und isolierte Treiber |
| Timing                                | Die Timing-Familie umfasst unter anderem PCIe- und LVCMOS-Taktgeneratoren, Taktpuffer, Clocks mit Jitter-Dämpfung, Quarz- und quarzfreie Oszillatoren und CDR/PHYs.                                  |
| Audio-Übertragung                     | AM- und FM-Empfänger |
| Video-Übertragung                     | Hybrid-TV-Tuner mit analogem TV-Demodulator |
| Analog                                | Low-Power-Analogprodukte von Silicon Labs umfassen Operationsverstärker, Low-Power-Analog-/Digitalwandler, Komparatoren, Stromverwaltungs-ICs, Timer und Spannungsdetektoren sowie Referenzen.       |
| Modems und DAA                        | Embedded Modems, weltweit gesetzeskonforme, sehr kleinen analoge Modems, für Embedded-Anwendungen.                                                                                                   |
| Software-Stacks und Entwicklungstools | Silicon Labs bietet Software-Pakete, Entwicklungskits, Evaluation-Boards und Referenz-Designs, um Entwickler beim Layout von Designprojekten zu unterstützen.                                        |
| Voice                                 | Angebote umfassen Kurzstreckenanwendungen, die für den Kundenstandort geeignet sind, sowie Langstrecken-Anwendungen für die traditionelle Unternehmensvermittlungsstelle von Telefonzugangssystemen. |

## Unternehmensverbände
Silicon Labs ist beteiligt an den ZigBee- und Thread-Wireless-Protokollstandards für Geräte des Internet der Dinge. Silicon Labs ist Gründungsmitglied sowohl des ZigBee Boards, als auch der Thread Group weiterhin ist Silicon Labs Mitglied der Bluetooth Special Interest Group und beteiligt sich an der Wi-Fi Alliance.